# Xenoperdix udzungwensis
Удзунгвасская куропатка (Xenoperdix udzungwensis) — вид птиц из семейства фазановых. Вторая популяция, считавшаяся подвидом, теперь рассматривается как отдельный вид Xenoperdix obscuratus.

## История изучения
Вид был открыт в 1991 году, когда обратили внимание на пару странных ног в котле для приготовления еды в лесном лагере в Танзании.

## Описание
Небольшая птица. Длина 29 см. Красный клюв, жёлтые ноги. Полового диморфизма не наблюдается.

## Биология
Диета в основном состоит из жуков, муравьев и семян.